# Абу Акле, Ширин
Шири́н Абу́ Акле́ (араб. شيرين أبو عاقلة‎; 3 апреля 1971, Иерусалим — 11 мая 2022, Дженин, Западный берег реки Иордан) — палестино-американская журналистка катарского телеканала «Аль-Джазира». Была опытной тележурналисткой, известной своими смелыми репортажами из зоны арабо-израильского конфликта.
Была убита, получив смертельное ранение в голову, 11 мая 2022 года, во время съёмки репортажа о вторжении военнослужащих Армии обороны Израиля в лагерь палестинских беженцев в Дженине, на Западном берегу реки Иордан. Армия обороны Израиля признала, что, с высокой вероятностью, Абу Акле была по ошибке застрелена израильским солдатом в условиях нападения палестинских боевиков на машину солдат.

## Биография
Родилась в 1971 году в районе Бейт-Ханина, в восточном Иерусалиме, в семье греко-католиков мелькитов.
В 1987 году, после окончания средней школы, поступила в университет Ярмук, в Ирбиде, в Иордании. Вначале изучала архитектуру, затем выбрала журналистику, которая стала её профессией и призванием.
После окончания университета недолго работала в БАПОР (агентстве ООН по делам палестинских беженцев)

## Журналистская деятельность
В начале 1990-х годов вернулась в Палестину. Работала в нескольких средствах массовой информации, в том числе на радио «Голос Палестины» и на спутниковом канале Аммана.
В 1997 году она присоединилась к телеканалу «Аль-Джазира» в качестве одной из первых женщин-репортёров арабоязычной сети в Катаре.
Наибольшую известность получила благодаря своему освещению «Второй палестинской интифады» в 2000 году.
Также, как тележурналист, вела репортажи о войнах в Газе в 2008, 2009, 2012, 2014 и 2021 годах; о дерзком побеге из тюрьмы строгого режима на севере Израиля шести палестинцев в сентябре 2021 года. Она также освещала региональные новости, войну в Ливане в 2006 году.

## Убийство
11 мая 2022 года Ширин Абу Акле вместе со съёмочной группой готовила репортаж для телеканала «Аль-Джазира» из города Дженин, на Западном берегу реки Иордан. В этот день военнослужащие Армии обороны Израиля проводили рейд на территории лагеря беженцев после терактов в Иерусалиме. Съёмочная группа, из четырёх человек, одетая в каски и бронежилеты с надписью «Пресса» находилась недалеко от лагеря, когда по ним было выпущено несколько одиночных пуль со стороны сил ЦАХАЛ.

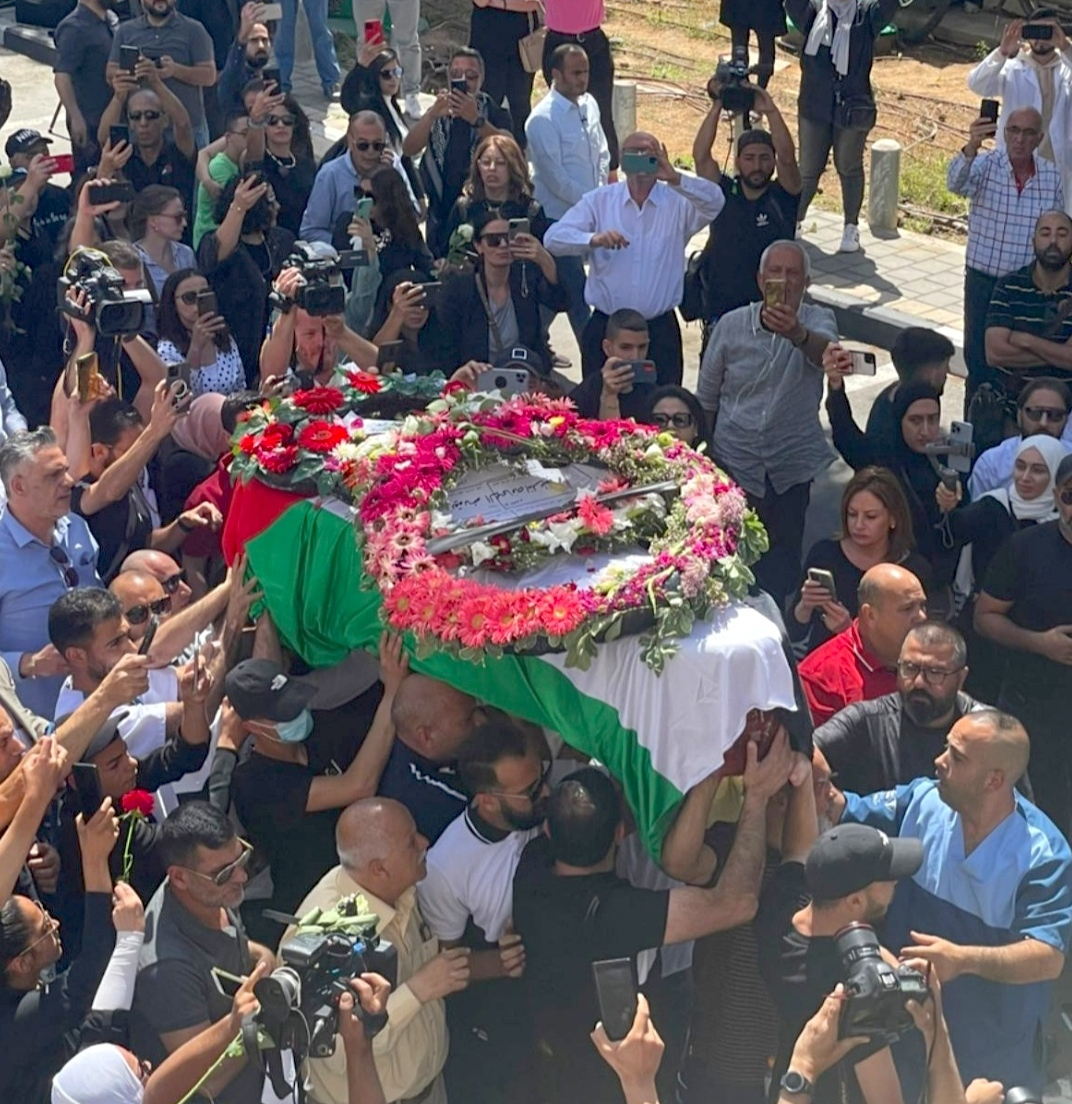
Похороны Ширин Абу Акле

Одной из пуль попала в голову Абу Акле, что привело к смерти журналистки. Также был ранен в спину продюсер «Аль-Джазиры» Али Аль-Самуди.

## Похороны
13 мая на похороны Ширин Абу Акле пришли тысячи людей. В то время, когда участники похоронной процессии несли гроб с телом журналистки из больницы Святого Иосифа в Иерусалиме к собору Благовещения Пресвятой Богородицы, израильские полицейские применили к ним дубинки, дымовые шашки и резиновые пули. В Восточном Иерусалиме десятки людей получили ранения в ходе похорон.
Журналистка похоронена на христианском кладбище в Восточном Иерусалиме.

## Расследование убийства
Убийство Абу Акле вызвало широкий мировой резонанс. Генеральный секретарь ООН Антониу Гуттереш и другие высокопоставленные представители ООН осудили убийство журналистки и призвали провести независимое расследование и привлечь виновных к ответственности. К ним присоединились Генеральный директор ЮНЕСКО Одри Азуле и специальный координатор ООН по ближневосточному мирному процессу Тор Веннесланд. Управление Верховного комиссара ООН по правам человека провело собственного расследование и пришло к выводу, что прицельные выстрелы, убившие журналистку, были произведены израильскими военными, а не беспорядочной стрельбой со стороны палестинцев.

## Признание и награды
- Была номинирована на премию «За свободу мысли» имени Андрея Сахарова в 2022 году, присуждаемую Европейским парламентом, высшую награду ЕС для правозащитников (посмертно)[14]

## Память
- Премия имени Ширин Абу Акле «За выдающиеся достижения в области средств массовой информации». Премия учреждена Бирзейтским университетом. Присуждается палестинским специалистам средств массовой информации ежегодно 11 мая, в день гибели журналистки[15].
- Стипендия имени Ширин Абу Акле «За академические достижения в области журналистики и средств массовой информации». Стипендия учреждена Бирзейтским университетом. Выделяется одному из выдающихся студентов в качестве поощрения академических успехов[15].

## Семья
- Родители — Лули и Насри Абу Акле[8].

- Брат — Антуан Абу Акле.

- Племянница — Лина Абу Акле — палестино-армянская правозащитница. Стала лицом международной кампании, требующей от Израиля ответственности за смерть её тёти Ширин Абу Акле[16]. По версии журнала «Тайм» вошла в список 100 известных женщин в 2022 году[16].